# Briesener Bach
Der Briesener Bach oder Groß Briesener Bach entspringt beim zu Bad Belzig gehörenden Dorf Groß Briesen im Hohen Fläming und entwässert nach Nordwesten zum Verlorenwasser. Er ist der längste Nebenfluss des Verlorenwassers.

## Verlauf
Der grabenartig ausgebaute, wenig naturbelassene Briesener Bach mit einer Länge von etwa 4,8 Kilometer entwässert ein flaches und teilweise mooriges eiszeitliches Tal des nördlichen Hohen Flämings bei Groß Briesen südlich der Briesener Berge. Diesem Tal folgt er in nordwestlicher Richtung. Weitere Ortschaften werden nicht berührt. In der Gemeinde Wollin mündet der Bach schließlich bei einer ehemaligen Mühle in das Verlorenwasser. Der Briesener Bach hat ein Einzugsgebiet von 17,34 Quadratkilometer.

## Schutzgebiete
Der Briesener Bach liegt in mehreren Schutzgebieten. So liegt er auf gesamter Länge im Naturpark Hoher Fläming, im Landschaftsschutzgebiet Hoher Fläming – Belziger Landschaftswiesen und im FFH-Gebiet Buckau und Nebenfließe Ergänzung. Daneben gibt es im Quellgebiet ein Geschütztes Biotop.